# Уилям Уилсън (разказ)
Уилям Уилсън (на английски: William Wilson) е разказ от американския писател и поет Едгар Алън По, публикуван за пръв път през 1839 със сюжет, вдъхновен от предишните години на По, прекарани в Лондон. Разказът следва темата за двойник и е написана в стил, основан на рационалност. Той се появява и в сборника с разкази „Истории за Гротеската и Арабеската“